# Agência de Informação de Moçambique
Die Agência de Informação de Moçambique (AIM) ist die halbstaatliche Nachrichtenagentur Mosambiks, sie ist die einzige Nachrichtenagentur des Landes.

## Aufgaben
Die AIM ist die wichtigste Nachrichtenquelle für das Land. Als halbstaatlich geführte Institution ist sie gesetzlich beauftragt, Nachrichten über Mosambik zu sammeln und distributieren. Das Presserecht gilt als sehr gut und progressiv. So wie das nationale Radio und das nationale Fernsehen, hat auch die AIM den expliziten Auftrag zur Verbreitung von Meinungsvielfalt und Sprachenvielfalt (Artikel 11 des Presserechts von 1991). Mozambique ist ein multilinguales Land, es werden 13 Hauptsprachen gesprochen, Ethnologen listen 43 Sprachen. Den staatlichen Massenmedien wird explizit Unabhängigkeit von jeder Einflussnahme zugesichert.
Einen großen Schwerpunkt im Auftrag der AIM stellt die Kooperation mit anderen Nachrichtenagenturen dar. Der Pan African News Agency, der Reuters, der staatlichen russischen RIA Novosti, der portugiesischen Nachrichtenagentur Lusa (Lusa Agência de Notícias de Portugal, SA), der staatlichen chinesischen Agentur Xinhua (Neues China), der italienischen Agenzia Nazionale Stampa Associata und der Agence France-Presse wurde es erlaubt, in Mosambik zu operieren. Die AIM übernimmt und übersetzt auch Meldungen.
Die AIM gibt auch einen kostenlosen, vierzehntäglichen englischen Dienst im PDF-Format heraus mit Nachrichten über Mosambik und das Südliche Afrika, der in Brighton, England produziert wird und unterhält einen Fotoservice. Sein Londoner Korrespondent ist John Hughes. Die Seite ist schlicht gestaltet, was vor dem Hintergrund der oft überlasteten Internet-Provider und Telefonverbindungen innerhalb Mosambiks reduzierte Ladezeiten ermöglicht.

## Geschichte der Agentur
Die Geschichte der Agentur ist eng verbunden mit der Geschichte Mosambiks. Ab Anfang der 1960er Jahre nahm in der damaligen portugiesischen Kolonie Mosambik („Portugiesisch-Ostafrika“) die spätere Regierungspartei FRELIMO den bewaffneten Kampf gegen die Diktatur im „Mutterland“ und für die Unabhängigkeit des Landes auf. Erst am 25. Juni 1975 nach einem langen und zerstörerischen Kolonialkrieg konnte FRELIMO die Unabhängigkeit der Volksrepublik Mosambik ausrufen.
Mit der Unabhängigkeit Mosambiks wurde deutlich, dass die früheren Machthaber kaum gefestigte Strukturen hinterlassen hatten. Vor allem keine Massenmedien, die der Bevölkerung Information und Bildung, Grundwerte und Verhaltensoptionen vermitteln konnten. Die Schaffung von staatseigenen Medien war der einzige Weg für die arme und unstrukturierte Zivilgesellschaft.
1976 wurde daraufhin die halbstaatliche AIM gegründet. Gründungsmitglied waren unter anderem Luís Carlos Patraquim, der Avantgarde-Journalist Carlos Cardoso, der schon vor seiner Ermordung am 22. November 2000 zum journalistischen Idol einer ganzen Generation wurde. Der Direktor wurde Mia Couto, der bekannteste und international renommierteste  Schriftsteller Mosambiks.
Nach dem Unabhängigkeitskrieg schloss sich ein blutiger Bürgerkrieg an, unterstützt von einem Destabilisierungskrieg des Apartheidregimes in Südafrika, und das Land versank 17 Jahre in andauernde Kämpfe und Hungerkatastrophen, die unermesslichen Schaden in Mosambik angerichteten. Ein wichtiger Meilenstein in der medienpolitischen Entwicklung des Südlichen Afrika war der Transformationsprozess in Südafrika vom Apartheidregime zur Demokratie.
Erst diese Entwicklung machte 1992 den Friedensschluss in Mosambik zwischen der Regierungspartei FRELIMO und der oppositionellen RENAMO möglich, der den Beginn einer westlich-demokratischen Entwicklung mit freier Presse in Mosambik markiert. Trotz enormer Anstrengungen zum Wiederaufbau gehört Mosambik noch immer zu den ärmsten Staaten der Welt; mehr als die Hälfte der Bevölkerung lebt in Armut. Die Printmedien hatten bis 2006 eher eine Art Trendsetter-Funktion und sind ein Elitemedium mit Reichweiten von zwei bis fünf Prozent der Bevölkerung. Aus einem staatlich gesteuerten Verlautbarungsjournalismus hat sich eine lebendige Medienlandschaft in einem zunehmend marktwirtschaftlichen Umfeld entwickelt.
1996 war die AIM Gründungsmitglied der Aliança das Agências de Informação de Língua Portuguesa (ALP), der Vereinigung der portugiesischsprachigen Nachrichtenagenturen.